# Рейса (национальный парк)

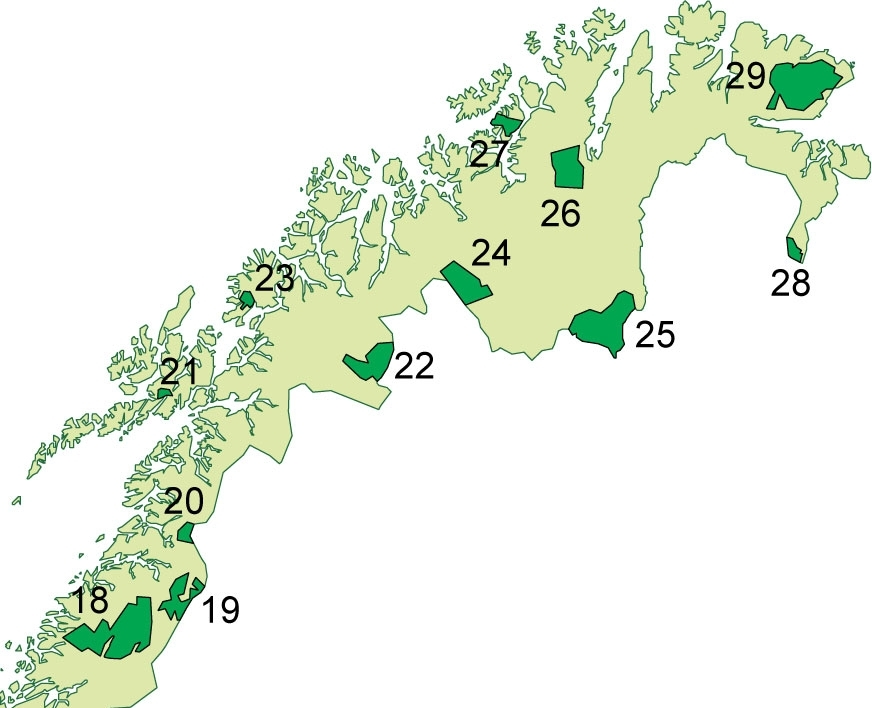
Национальный парк Рейса на данной карте отмечена числом 24

Национа́льный па́рк Ре́йса (норв. Reisa nasjonalpark) — национальный парк в северной Норвегии, в губернии (фюльке) Тромс, на границе с Финляндией. Парк расположен в верховьях долины реки Рейсаэльва, текущей на северо-запад и впадающей в Рейсафьорд Норвежского моря. Парк был образован в 1986 году «для защиты красивых и практически нетронутых гор и долин, флоры и фауны». Территория парка целиком находится в коммуне Нордрейса. К территории парка, составляющей 803 км², с запада примыкает природоохранная зона Райсдуоттархальди (норв. Ráisduottarháldi) площадью 80 км². На востоке, на плато Финнмарк, планируется создание ещё одного национального парка — Гоахтелуоппал.

## Флора и фауна
Парк отличается большим разнообразием флоры и фауны, что обусловлено богатством геологических форм. В парке обнаружены 525 видов сосудистых растений, а из 230 видов растений, встречающихся в норвежских горах, в парке произрастают 193.
В парке водятся несколько видов хищных птиц: мохноногий канюк, беркут, ястребиная сова, обыкновенная пустельга, кречет. Иногда в парке видят орлов. Всего в парке водятся 140 видов птиц, в том числе редкие, как то гуменник, пискулька и лебедь-кликун. Фауна включает росомаху, рысь и песца, в парке встречаются также бурые медведи.

## Водопад
На территории парка находится крупнейший в Норвегии, восьмой в Европе и 42-й в мире пор расходу воды. Высота падения воды 269 м, мощность 6 м³/с. Вода падает тремя каскадами, самый высокий из которых составляет 140 м. Водопад расположен на реке Моллесйока (Моллесельва), правом притоке Рейсаэльвы. Вода падает с плато в долину Рейсаэльвы.
В парке также находятся менее мощные водопады — Имофоссен (выше по долине Рейсаэльвы) и Недрефоссен.

## Туризм
В парк не ведут дороги, поэтому до национального парка можно добраться либо на катере вверх по реке Рейсэльва, либо пешком по долине реки по размеченной тропе.